# کامران شکری سالاری
کامران شکری ورزشکار دو و میدانی معلول اهل ایران است.
وی در پارالمپیک تابستانی ۲۰۱۲ با پرتابی به میزان ۵۲٫۰۶ متر به نشان نقره نایل آمد.